# Шарл X
Шарл X Филип (фр. Charles X Philippe, 1757 — 1836) је био краљ Француске и Наваре. Владао је од 1824. до јулске револуције 1830. године.
Рођен је, одрастао и младост провео на двору у Версају. Био је брат Луја XVI и пријатељ његове жене Марије Антоанете. У исто време био је шармантни дворски заводник и предани верник. За време револуције живео је у избеглиштву у Немачкој и Италији.
На престолу је наследио свог старијег брата Луја XVIII. Краљ је постао са 67 година, а умро са 79. По оба критеријума то је рекорд међу француским краљевима.
Био је одани католик, веома конзервативних схватања. Увео је смртну казну за богохуљење (закон никада није примењен), ограничио права жена и контролисао штампу. Оваква политика изазвала је народну побуну која га је натерала на абдикацију.
После абдикације 30. јула 1830, живео је у Лондону, Прагу и Горици, где је умро 1836.

## Владавина
Држао се с избеглицама и језуитима. Није крио удружење с ултра-ројалистима и конгрегацијама а говорило се чак да је постао и језуитом. Он се нарочито старао: да се донесе такав изборни закон, који ће обезбедити победу ултра-ројалистима; да се ограничи противничка штампа и да ојача утицај католичкога духовништва. Када се на наваљивање избеглицама даде за одузете земље велика награда, либерали против тога тако почну радити, да на изборима однесу победу (1827). Карло X тада повери министарство умереном ројалисти Мартињаку, који се реши да ослаби реакцију неколиким либералним мерама. Либерали помагаху Мартињака, али кад они одбију његов законски предлог о месној самоуправи због плашње да се тим не користе ултра-ројалисти, краљ то једва дочека и повери министарство крајњем реакционару кнезу Полињаку (1829).

### Бурбонска рестаурација
Није било у питању да ли да се свима Французима да право бирања својих посланика, јер је Револуција већ била створила бојазан од општега права гласања; једно тако опасно право, као што је право бирања народних представника, требало је да буде поверено само малом броју одабраних људи. Није се сумњало ни о том, на којој би се основи то одабирање вршило; узело се у обзир богатство као и у Енглеској, с тим да се оно одређује по непосредном порезу; цензус (т. ј. порез, све до 1848. год.) је био мерило, по ком се одређивало бирачко право, и једини су бирачи били они који плаћају одређену количину пореза (цензитари). Године 1814. одреди се врло велики цензус: требало је да ко плаћа 300 динара непосреднога пореза, па да има бирачко право, а 1000 динара, па да може бити и изабран. Бирачи су се скупљали у окружном или среском граду. То је уређење трајало до 1830. године, и за то време на становништво од 25 до 30 милиона душа није долазило више од 110 000 бирача. Французи су били подељени у две класе; масу народа, лишену свих политичких права, и цензитаре, то јест оне који плаћају прописану количину данка, с повластицом, да сами собом представљају цео народ. (Они су од 1830. године називани pays légal, тј. правни народ, а пред политичким законом они су доиста и сачињавали сав народ). Главна је разлика била у примени заједничкога начела да само богатство даје бирачко право. Енглеско изборно право (као повластица, franchise), баш и пре 1832. год., наслањало се на много нижу пореску стопу, неголи француски цензус, и Енглеска је с мањим бројем становника имала двадесет пута више бирача: — ту политички живот није био искључиво живот грађански.
Политичка штампа би тако исто уређена по енглески: сваки је број морао имати на себи марку од 5 сантима (пара), а слање поштом стајало је тада 10 сантима; продаја на број била је непозната, а било је само претплатника. Новине су дакле биле једна врста скупога луксуза, који је био само за грађане; 1830. године није било више од 60—70.000 претплатника; народ није читао, он је држан у потпуном непознавању политичкога живота, што бејаше као нека повластица грађанскога реда. За покретање каквих новина ваљало је дати велику залогу (кауцију), те је стога било врло мало новина, троје или четворе сваке странке. Сваке су новине имале у толико јачи утицај на своје читаоце. А њихов је утицај још више појачавало то, што, по енглеском начину, чланци нису потписивани. Скучена у тако уске границе, штампа буде проглашена за слободну као и у Енглеској, но се забрани нападати краљ и устав.
На тај се начин у Француску пресади енглеско политичко уређење. Но нису се могле пресадити и енглеске навике, те се ту странке уредише сасвим друкчије него у Енглеској. Француски посланици, који су се теже могли дисциплиновати, не хтедоше се саставити у две странке, него се прикупише у више малих група, и те групе постадоше у Француској оно што бејаху странке у Енглеској, тег који влада јавним животом. Како је свака група имала своју политику, које се држала и хтела имати власт, то је и енглески систем клапуцања био неупотребљив, осем ако једна група сама за себе има већину. Није се знало где да се нађе вођ већине, да састави министарство. Једно се министарство могло држати само тако, ако ради да га у исти мах подржава више група; па чак му ни ти компромиси (споразуми) нису потпуно обезбеђивали опстанак, јер су се све групе, које су изван власти, могле удружити (образовати коалицију) и гласајући све против њега учинити, да то министарство мора пасти. То је за министре било јак мамац да поткупљују или застрашују бираче, те да тако учине да им се изабере поуздана већина. Од туд је у Француској влада увек, и много више него у Енглеској, вршила изборни притисак, а и имала. је више' средстава да га врши, пошто су од Наполеонова времена сву власт у областима имали многобројни чиновници, који су зависили од министара.
Она владавина што се заснова под Ресторацијом, пропаде у сукобу између двеју непомирљивих (екстремних) странака. Карло X није пристајао на парламентарну владавину. Он је говорио: „Ја бих волео стругати дрва, него бити краљ под онаквим условима као краљ Енглеске." „У Француској краљ влада; он од скупштина тражи савета, он озбиљно разматра њихово мишљење и њихове представке, — али кад оп није тим убеђен, онда се мора радити по његовој вољи." Године 1829. узе он министарство из ултрароајалиста (Полињак); против њега су сад биле све друге странке, скупштина се изјасни против њега адресом од 222 члана, но краљ ипак задржа своје министре, а скупштина буде распуштена. Нова скупштина, која је изабрана 1830. године, имала је да буде још упорнија. Карло X хтео је да ради оно, што је 1816. године Лују XVIII срећно испало за руком: у 14. члану устава речено је: „Краљ ће моћи издавати наредбе, које су потребне за извршење законских прописа и за безбедност државе." Карло X издаде три наредбе: распусти нову скупштину, пре него се и састала, промени изборни закон и заведе цензуру на новине (у јулу 1830. год.) Опште је мишљење било да је краљ прекорачио границе своје власти, да су те наредбе прави закони и да су они незаконити, пошто их није скупштина донела. Париски новинари потписаше један протест, а посланици, који су били у Паризу, решише да се предузме законити отпор (résistance légale). Но та законита средства нису могла одржати победу над владом, која је била наоружана силом.
У Паризу се била саставила једна републиканска странка, чији су чланови били из радничкога сталежа и ђаци, странка малобројна (8—10 000 људи), без посланика, без новина, али добро уређена и наоружана. Они су извршили Револуцију од 1830. године; они се латише оружја, подигоше барикаде (Они су још 1827. године подизали барикаде, и то су биле прве барикаде после Фронде (За време Револуције није их било).) по уским улицама источнога дела Париза и развише тробојну заставу. Влада се није надала тој буни, те у Паризу није имала више од 11 000 војника. Побуњеници за три дана отеше сав град, а Карло X, онако збуњен, и не покуша да га преотме, него оде из Француске. Посланици који се у Паризу сакупише за време борбе, после преговарања с Карлом X, волели су узети какву нову краљевску породицу и примише војводу од Орлеана, који обећа да ће по ново усвојити тробојну заставу и да ће чувати парламентарни облик владавине. Тробојна је застава била већ омиљена; сви је градови развише и истакоше и Луј Филип би без отпора признат за краља.

### Странке рестаурације
У Француској је за рестаурације била стална упорна борба између две јаке странке, од којих је једна представљала стару, дореволуциску Француску, а друга — нову Француску, која прође кроз револуцију и Наполеонову царевину. С Бурбонцима се врате избеглице, које мислише да је сада настало време враћања пређашњих повластица и имања и замењивање новога друштвенога поретка старим. Исто је овако мислило и духовништво. Наполеонов кодекс стави цркву у државну потчињеност и забрани монашке редове, што је све везивало духовништво за царевину; али је сада оно тежило за пређашњим својим утицајем на државну власт и на друштво, те у том смеру почне установљавати језуитски ред и нове конгрегације, које ће утицати и на владу и на народ,. Ове тежње емигрантске и духовничке наиђу на јак отпор код већине францускога народа. Успех се Наполеонове владе од сто дана и објашњава тим, што је народ гледао у њему спасиоца од повраћања старога поретка, а у том смислу неки на њега погледаху и после другога пада. Борба се између ове две, такорећи, странке уведе и у народно представништво и у штампу, али се и сами либерали у политичким односима делише на различне врсте. Већина је била за уставну монархију, премда једни, бојећи се револуције, беху за стару династију (доктринари, Гизо), а други су препоручивали за престо херцега Орлеанскога, сина Филипа Једнакога (Тјер). За првих су десет година рестаурације присталице династијске промене прибегавале тајним друштвима и заверама, с чим је често везивано Лафајетово име. У овим друштвима учествоваху и смањени републиканци и наполеонисти, који су маштали о установљавању царевине с Наполеоном II на челу, Наполеоновим сином, који је живео код деда у Аустрији под именом херцег Рајхштатски († 1832). Особити су тадашњи завереници рачунали на незадовољство старих Наполеонових официра и војника, нарочито због тадашњих војничких револуција у Шпанији, Напуљу и Португалији, где је такође било и тајних друштава.

## Јулска револуција
Отварајући палату престоном беседом (у пролеће 1830), Карло је просто претио представништву. Палата одговори адресом, у којој је било оправданих прекора краљу; адреса је примљена с 221 гласом против 181. Краљ првобитно одложи седнице до јесени, али ускоро (16. маја) изда указ, којим распусти палату, жалећи се на њу и одређујући нове изборе. Међутим на изборима прођу сви стари противници (221) и још неколико противника Полињакова министарства. Тада Карло (26. јула) изда пет указа, од којих једним распусти и несакупљену палату, другим измени изборни закон, трећим заведе строжу цензуру итд. Ово изазва у Паризу опште незадовољство. Новинари с Тјером на челу издаду проглас против ових указних наредаба и огласе их за незаконите; посланици се почну скупљати на саветовања о овим повредама уставним; продавнице и радионице бише затворене, а радници се узбуне и уз њих устану и други редови друштвени; појави се и народна гарда, коју је Карло био укинуо пре три године. За три дана (27, 28 и 29. јула 1830) устаници, храбро се борећи на барикадама, победе краљеву војску. Живећи у то време изван Париза (у Сен-Клу), Карло X, чим дозна за устанак, обустави указе и отпусти Полињака, па се потом и сам одрече престола у корист свога младолетнога унука војводе Бородовскога, сина убијенога војводе Беријскога. Ну народ у Паризу не хте више ни чути за Бурбонце, и брзо се образова привремена влада, а Карло X с породицом мораде побећи у Енглеску. Премда је револуцију углавном извршио народ, ипак и привремена влада и палата беху у рукама буржоазије, коју су помагале и новине, објашњавајући свету смисао свршенога преврата. И републиканци намисле да се користе догађајима, али је буржоазија била противна републици, сећајући се конвента и бојећи се обнављања демократских тежња у народној већини. Најзад је решено да се очува уставна монархија с малим изменама у уставу и с предавањем круне с називом краља Француза а не краља Француске војводи Лују Филипу Орлеанском. Лујев је отац био члан конвента и гласао је за казну Луја XVI. Сам се Луј у младости борио под републиканском заставом (до Димуријевог бекства), а за Луја XVIII и Карла X беше уз либерале. Главна је уставна измена у давању законодавнога предлагања и израде закона палатама и у смањивању изборнога ценза. Ова револуција, као први удар бечком конгресу, доби назив јулска, а за владавину се говорило јулска монархија, јулски престо итд. Консервативци дуго називаху Луја Филипа краљем барикада.

## Последице
Револуција од 1830. године извршена је у име народнога суверенитета (то јест највише власти). То је и нови краљ усвојио, и назвао се Луј Филип I, по милости Божјој и вољи народној краљ Француза. Ваљало је израдити нов устав, и то је онај устав (charte) од 1830. године. Тај устав није био октроисан, то јест дат народу по краљевој вољи, него га је народ прописао, а краљ на њега пристао и заклео се да га поштује. Члан 14, на који се Карло X позивао, буде укинут. Цензура, то јест надзиравање штампе, би на свагда забрањена. Скупштина доби право да бира себи председника. Уставом су се обећавали закони о пороти, народној војсци, администрацији и слободној настави. — Устав буде 1831. године допуњен двама законима. Чланство у Горњем Дому, које је било наследно, буде претворено у доживотно, и смањи се изборни цензус (пореска стопа) од 300 на 200 динара. Тада је било 150 000 бирача (а 200 000 године 1848).
Тако се то питање реши у корист народне скупштине, и она је имала највећу власт, а не краљ. Изгледало је да је у Француској утврђена парламентарна владавина. Али су још једнако постојале две непомирљиве странке, које су биле рђаво расположене према уставу: — на десној страни легитимисти, који нису хтели признати краља отмичара, а на левој републиканци, који су се тужили да су преварени 1830. године. Краљ пак, при свем том што се претварао као да се покорава скупштинској већини, није хтео вршити улогу уставнога краља. Он је хтео да сам бира себи министре, да с њима ради и да управља политиком министарства; уместо да своју владавину подешава према вољи скупштинске већине, он се трудио да створи већину, која би била послушна краљевој вољи.

## Породично стабло
|  |                                                       |  |  |  |  |  |  |  |  |  |  |  |  |  |  |  |
|  | 16. Луј, француски дофен                              |  |  |  |  |  |  |  |  |  |  |  |  |  |  |  |
|  |                                                       |  |  |  |  |  |  |  |  |  |  |  |  |  |  |  |
|  |                                                       |  |  |  |  |  |  |  |  |  |  |  |  |  |  |  |
|  | 8. Луј, војвода Бургундије                            |  |  |  |  |  |  |  |  |  |  |  |  |  |  |  |
|  |                                                       |  |  |  |  |  |  |  |  |  |  |  |  |  |  |  |
|  |                                                       |  |  |  |  |  |  |  |  |  |  |  |  |  |  |  |
|  | 17. Марија Ана од Баварске                            |  |  |  |  |  |  |  |  |  |  |  |  |  |  |  |
|  |                                                       |  |  |  |  |  |  |  |  |  |  |  |  |  |  |  |
|  |                                                       |  |  |  |  |  |  |  |  |  |  |  |  |  |  |  |
|  | 4. Луј XV                                             |  |  |  |  |  |  |  |  |  |  |  |  |  |  |  |
|  |                                                       |  |  |  |  |  |  |  |  |  |  |  |  |  |  |  |
|  |                                                       |  |  |  |  |  |  |  |  |  |  |  |  |  |  |  |
|  | 18. Виторио Амедео II од Сардиније                    |  |  |  |  |  |  |  |  |  |  |  |  |  |  |  |
|  |                                                       |  |  |  |  |  |  |  |  |  |  |  |  |  |  |  |
|  |                                                       |  |  |  |  |  |  |  |  |  |  |  |  |  |  |  |
|  | 9. Марија Аделаида Савојска                           |  |  |  |  |  |  |  |  |  |  |  |  |  |  |  |
|  |                                                       |  |  |  |  |  |  |  |  |  |  |  |  |  |  |  |
|  |                                                       |  |  |  |  |  |  |  |  |  |  |  |  |  |  |  |
|  | 19. Ана Марија Орлеанска                              |  |  |  |  |  |  |  |  |  |  |  |  |  |  |  |
|  |                                                       |  |  |  |  |  |  |  |  |  |  |  |  |  |  |  |
|  |                                                       |  |  |  |  |  |  |  |  |  |  |  |  |  |  |  |
|  | 2. Луј, француски дофен                               |  |  |  |  |  |  |  |  |  |  |  |  |  |  |  |
|  |                                                       |  |  |  |  |  |  |  |  |  |  |  |  |  |  |  |
|  |                                                       |  |  |  |  |  |  |  |  |  |  |  |  |  |  |  |
|  | 20. Рафал Лешћински                                   |  |  |  |  |  |  |  |  |  |  |  |  |  |  |  |
|  |                                                       |  |  |  |  |  |  |  |  |  |  |  |  |  |  |  |
|  |                                                       |  |  |  |  |  |  |  |  |  |  |  |  |  |  |  |
|  | 10. Станислав Лешћински                               |  |  |  |  |  |  |  |  |  |  |  |  |  |  |  |
|  |                                                       |  |  |  |  |  |  |  |  |  |  |  |  |  |  |  |
|  |                                                       |  |  |  |  |  |  |  |  |  |  |  |  |  |  |  |
|  | 21. Ана Јаблоновска                                   |  |  |  |  |  |  |  |  |  |  |  |  |  |  |  |
|  |                                                       |  |  |  |  |  |  |  |  |  |  |  |  |  |  |  |
|  |                                                       |  |  |  |  |  |  |  |  |  |  |  |  |  |  |  |
|  | 5. Марија Лешћинска                                   |  |  |  |  |  |  |  |  |  |  |  |  |  |  |  |
|  |                                                       |  |  |  |  |  |  |  |  |  |  |  |  |  |  |  |
|  |                                                       |  |  |  |  |  |  |  |  |  |  |  |  |  |  |  |
|  | 22. Јан Карол Опалињски                               |  |  |  |  |  |  |  |  |  |  |  |  |  |  |  |
|  |                                                       |  |  |  |  |  |  |  |  |  |  |  |  |  |  |  |
|  |                                                       |  |  |  |  |  |  |  |  |  |  |  |  |  |  |  |
|  | 11. Катарина Опалињска                                |  |  |  |  |  |  |  |  |  |  |  |  |  |  |  |
|  |                                                       |  |  |  |  |  |  |  |  |  |  |  |  |  |  |  |
|  |                                                       |  |  |  |  |  |  |  |  |  |  |  |  |  |  |  |
|  | 23. Софија Чарнковска                                 |  |  |  |  |  |  |  |  |  |  |  |  |  |  |  |
|  |                                                       |  |  |  |  |  |  |  |  |  |  |  |  |  |  |  |
|  |                                                       |  |  |  |  |  |  |  |  |  |  |  |  |  |  |  |
|  | 1. Шарл X                                             |  |  |  |  |  |  |  |  |  |  |  |  |  |  |  |
|  |                                                       |  |  |  |  |  |  |  |  |  |  |  |  |  |  |  |
|  |                                                       |  |  |  |  |  |  |  |  |  |  |  |  |  |  |  |
|  | 24. Јохан Георг III, изборник Саксоније               |  |  |  |  |  |  |  |  |  |  |  |  |  |  |  |
|  |                                                       |  |  |  |  |  |  |  |  |  |  |  |  |  |  |  |
|  |                                                       |  |  |  |  |  |  |  |  |  |  |  |  |  |  |  |
|  | 12. Август II Јаки                                    |  |  |  |  |  |  |  |  |  |  |  |  |  |  |  |
|  |                                                       |  |  |  |  |  |  |  |  |  |  |  |  |  |  |  |
|  |                                                       |  |  |  |  |  |  |  |  |  |  |  |  |  |  |  |
|  | 25. Ана Софија од Данске                              |  |  |  |  |  |  |  |  |  |  |  |  |  |  |  |
|  |                                                       |  |  |  |  |  |  |  |  |  |  |  |  |  |  |  |
|  |                                                       |  |  |  |  |  |  |  |  |  |  |  |  |  |  |  |
|  | 6. Август III од Пољске                               |  |  |  |  |  |  |  |  |  |  |  |  |  |  |  |
|  |                                                       |  |  |  |  |  |  |  |  |  |  |  |  |  |  |  |
|  |                                                       |  |  |  |  |  |  |  |  |  |  |  |  |  |  |  |
|  | 26. Кристијан Ернст, маркгроф од Бранденбург-Бајројта |  |  |  |  |  |  |  |  |  |  |  |  |  |  |  |
|  |                                                       |  |  |  |  |  |  |  |  |  |  |  |  |  |  |  |
|  |                                                       |  |  |  |  |  |  |  |  |  |  |  |  |  |  |  |
|  | 13. Кристијана Еберхардина од Бранденбург-Бајројта    |  |  |  |  |  |  |  |  |  |  |  |  |  |  |  |
|  |                                                       |  |  |  |  |  |  |  |  |  |  |  |  |  |  |  |
|  |                                                       |  |  |  |  |  |  |  |  |  |  |  |  |  |  |  |
|  | 27. Софија Лујза од Виртемберга                       |  |  |  |  |  |  |  |  |  |  |  |  |  |  |  |
|  |                                                       |  |  |  |  |  |  |  |  |  |  |  |  |  |  |  |
|  |                                                       |  |  |  |  |  |  |  |  |  |  |  |  |  |  |  |
|  | 3. Марија Јозефа од Саксоније                         |  |  |  |  |  |  |  |  |  |  |  |  |  |  |  |
|  |                                                       |  |  |  |  |  |  |  |  |  |  |  |  |  |  |  |
|  |                                                       |  |  |  |  |  |  |  |  |  |  |  |  |  |  |  |
|  | 28. Леополд I, цар Светог римског царства             |  |  |  |  |  |  |  |  |  |  |  |  |  |  |  |
|  |                                                       |  |  |  |  |  |  |  |  |  |  |  |  |  |  |  |
|  |                                                       |  |  |  |  |  |  |  |  |  |  |  |  |  |  |  |
|  | 14. Јозеф I Хабзбуршки                                |  |  |  |  |  |  |  |  |  |  |  |  |  |  |  |
|  |                                                       |  |  |  |  |  |  |  |  |  |  |  |  |  |  |  |
|  |                                                       |  |  |  |  |  |  |  |  |  |  |  |  |  |  |  |
|  | 29. Елеонора-Магдалена Нојбуршка                      |  |  |  |  |  |  |  |  |  |  |  |  |  |  |  |
|  |                                                       |  |  |  |  |  |  |  |  |  |  |  |  |  |  |  |
|  |                                                       |  |  |  |  |  |  |  |  |  |  |  |  |  |  |  |
|  | 7. Марија Јозефа од Аустрије                          |  |  |  |  |  |  |  |  |  |  |  |  |  |  |  |
|  |                                                       |  |  |  |  |  |  |  |  |  |  |  |  |  |  |  |
|  |                                                       |  |  |  |  |  |  |  |  |  |  |  |  |  |  |  |
|  | 30. Јохан Фридрих, војвода Брауншвајг-Линебурга       |  |  |  |  |  |  |  |  |  |  |  |  |  |  |  |
|  |                                                       |  |  |  |  |  |  |  |  |  |  |  |  |  |  |  |
|  |                                                       |  |  |  |  |  |  |  |  |  |  |  |  |  |  |  |
|  | 15. Вилхелмина Амалија од Брауншвајг-Каленберга       |  |  |  |  |  |  |  |  |  |  |  |  |  |  |  |
|  |                                                       |  |  |  |  |  |  |  |  |  |  |  |  |  |  |  |
|  |                                                       |  |  |  |  |  |  |  |  |  |  |  |  |  |  |  |
|  | 31. Бенедикта Хенријета Палатинска                    |  |  |  |  |  |  |  |  |  |  |  |  |  |  |  |
|  |                                                       |  |  |  |  |  |  |  |  |  |  |  |  |  |  |  |
|  |                                                       |  |  |  |  |  |  |  |  |  |  |  |  |  |  |  |